# Antromyces copridis
Antromyces copridis är en svampart som beskrevs av Fresen. 1850. Antromyces copridis ingår i släktet Antromyces, divisionen sporsäcksvampar och riket svampar.   Inga underarter finns listade i Catalogue of Life.